# Ендшпіль (телесеріал)
Ендшпіль (англ. Endgame) — канадський драматичний серіал. Прем'єра відбулася на телеканалі Showcase 14 березня 2011. Серіал розповідає про Аркадія Балагана — колишнього шахіста з Росії, який тепер використовує свої навички для розкриття злочинів.
Серіал розпочинається через 4 місяці після смерті нареченої Аркадія — Розмарі, після якої у Аркадія почалася агорафобія.

## Актори та персонажі
- Шон Дойл — Аркадій Балаган — колишній чемпіон з шахів. Його наречену Розмарі вбивають перед готелем у Ванкувері, куди він приїхав на чемпіонат. Після вбивства він залишається в готелі через що у нього почалася агорафобія.
- Торренс Комбс — Сем Бешт — студент і шанувальник шахів. Допомагає Аркадію в розслідуваннях злочинів, щоб зіграти з ним у шахи.
- Патрік Ґалагер — Г'юґо — начальник охорони готелю, колишній поліцейський.
- Кетрін Ізабель — Дені — барменша в готелі, є джерелом інформації для Аркадія.
- Мелані Папалія — Піппа — молодша сестра Розмарі, веде слідство про вбивство сестри.
- Кармен Агуеро — Алсіна — прибиральниця у готелі Хакслі. Допомагає Аркадію тому, що він платить їй великі чайові.

## Епізоди
| Сезон | Сезон | Епізоди | Дата виходу     | Дата виходу    |
| Сезон | Сезон | Епізоди | Прем'єра сезону | Фінал сезону   |
| ----- | ----- | ------- | --------------- | -------------- |
|       | 1     | 13      | 14 березня 2011 | 13 червня 2011 |

### Перший сезон (2011)
| #  | Назва                                                | Режисер        | Сценарист                          | Дата виходу     | К-сть глядачів |
| -- | ---------------------------------------------------- | -------------- | ---------------------------------- | --------------- | -------------- |
| 1  | «Opening Moves» «Дебют»                              | David Frazee   | Avrum Jacobson                     | 14 березня 2011 | 232 000        |
| 2  | «Turkish Hold'em» «Турецький холдем»                 | David Frazee   | Avrum Jacobson                     | 21 березня 2011 | 154 000        |
| 3  | «The Caffeine Hit» «Кавове вбивство»                 | Anne Wheeler   | Jeremy Boxen                       | 28 березня 2011 | 106 000        |
| 4  | «The Other Side of Summer» «Протилежна сторона літа» | Anne Wheeler   | Sarah Dodd                         | 4 квітня 2011   | 179 000        |
| 5  | «I Killed Her» «Я її вбив»                           | James Head     | Avrum Jacobson                     | 11 квітня 2011  | N/A            |
| 6  | «Fearful Symmetry» «Лякаюча симетрія»                | David Frazee   | Steve Cochrane                     | 18 квітня 2011  | 75 000         |
| 7  | «Gorillas in our Midst» «Горили серед нас»           | Rachel Talalay | Katherine Collins & Avrum Jacobson | 25 квітня 2011  | 128 000        |
| 8  | «The White Queen» «Біла королева»                    | Charles Biname | Jeremy Boxen                       | 2 травня 2011   | 103 000        |
| 9  | «Huxley, We Have a Problem» «Хакслі, у нас проблема» | Anne Wheeler   | Graeme Manson                      | 9 травня 2011   | 122 000        |
| 10 | «Bless This Union» «Благослови профспілку»           | David Frazee   | Kate Miles Melville                | 16 травня 2011  | 94 000         |
| 11 | «Mr. Black» «Містер Блек»                            | David Frazee   | Jeremy Boxen                       | 30 травня 2011  | Буде оголошено |
| 12 | «Polar Opposites Повні» «протилежності»              | Kari Skogland  | Katherine Collins                  | 6 червня 2011   | Буде оголошено |
| 13 | «Deadman Talking» «Мертвий говорить»                 | David Frazee   | Avrum Jacobson                     | 13 червня 2011  | Буде оголошено |

## Відміна серіалу
На початку червня 2011 Showcase офіційно повідомила, що не буде замовляти другий сезон серіалу. Це рішення змусило шанувальників розпочати кампанію з метою змусити Showcase переглянути своє рішення. У червні 2012 року було оголошено, що продовження серіалу не буде.